# Cuerpos de Bomberos Militares (Brasil)
Los Cuerpos de Bomberos Militares son organizaciones cuya principal misión consiste en la ejecución de actividades de defensa civil, prevención y combate a incendios, búsquedas, salvamentos y socorros públicos en el ámbito de sus respectivas Unidades de Federación. Desde 1915 son considerados Fuerza Auxiliar y Reserva del Ejército Brasileño, e integran el Sistema de Seguridad Pública y Defensa Social del Brasil. Sus integrantes, así como los miembros de las Policías Militares, son denominados militares de los Estados por la Constitución Federal de 1988.
Cada Estado tiene su propio Cuerpo de Bomberos Militar (en portugués: Corpo de Bombeiros Militar - CBM), con diferentes estructuras, reglamentos y uniformes.

## Histórico
En el Brasil, la primera organización de bomberos fue creada por el Emperador D.Pedro II en 1856. En el inicio ella no poseía carácter militar, y fue solamente en 1880 que sus integrantes pasaron a ser clasificados dentro de una jerarquía militarizada. Debido las afinidades culturales y lingüísticas con Francia, la organización pasó a adoptar como modelo los Sapeurs-pompiers de París; los cuales eran clasificados como Arma de Ingeniería Militar, y organizados para servir como pontoneros o zapadores cuando necesario.

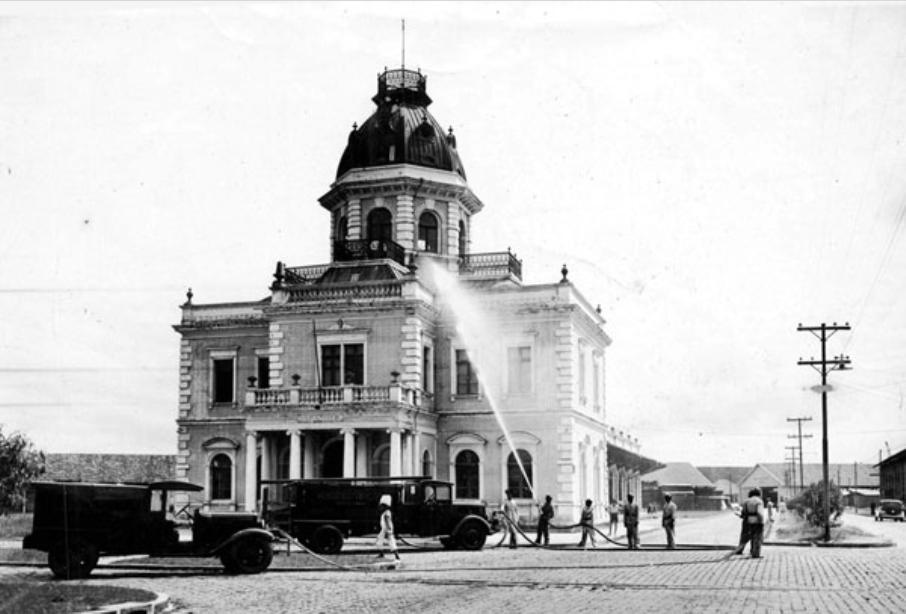
CBM del estado de Paraná.

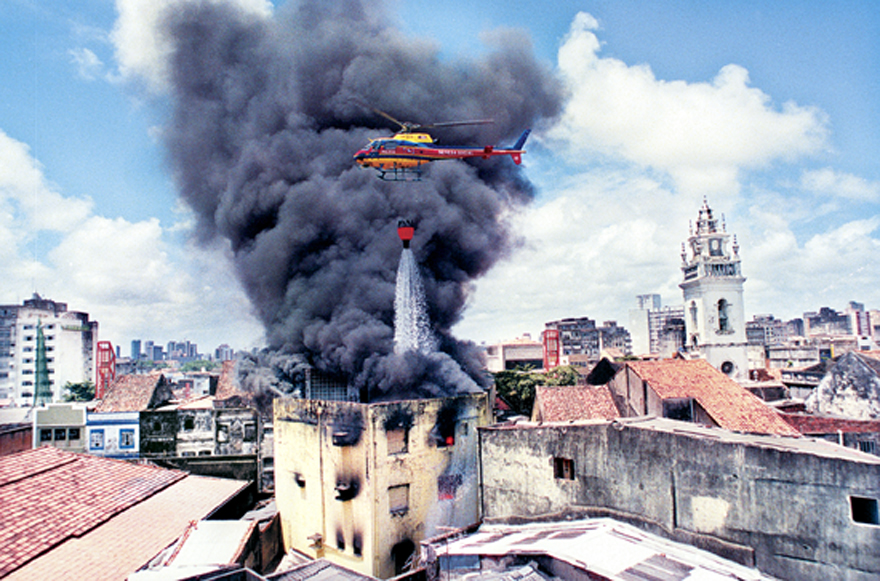
CBM del estado de Pernambuco.

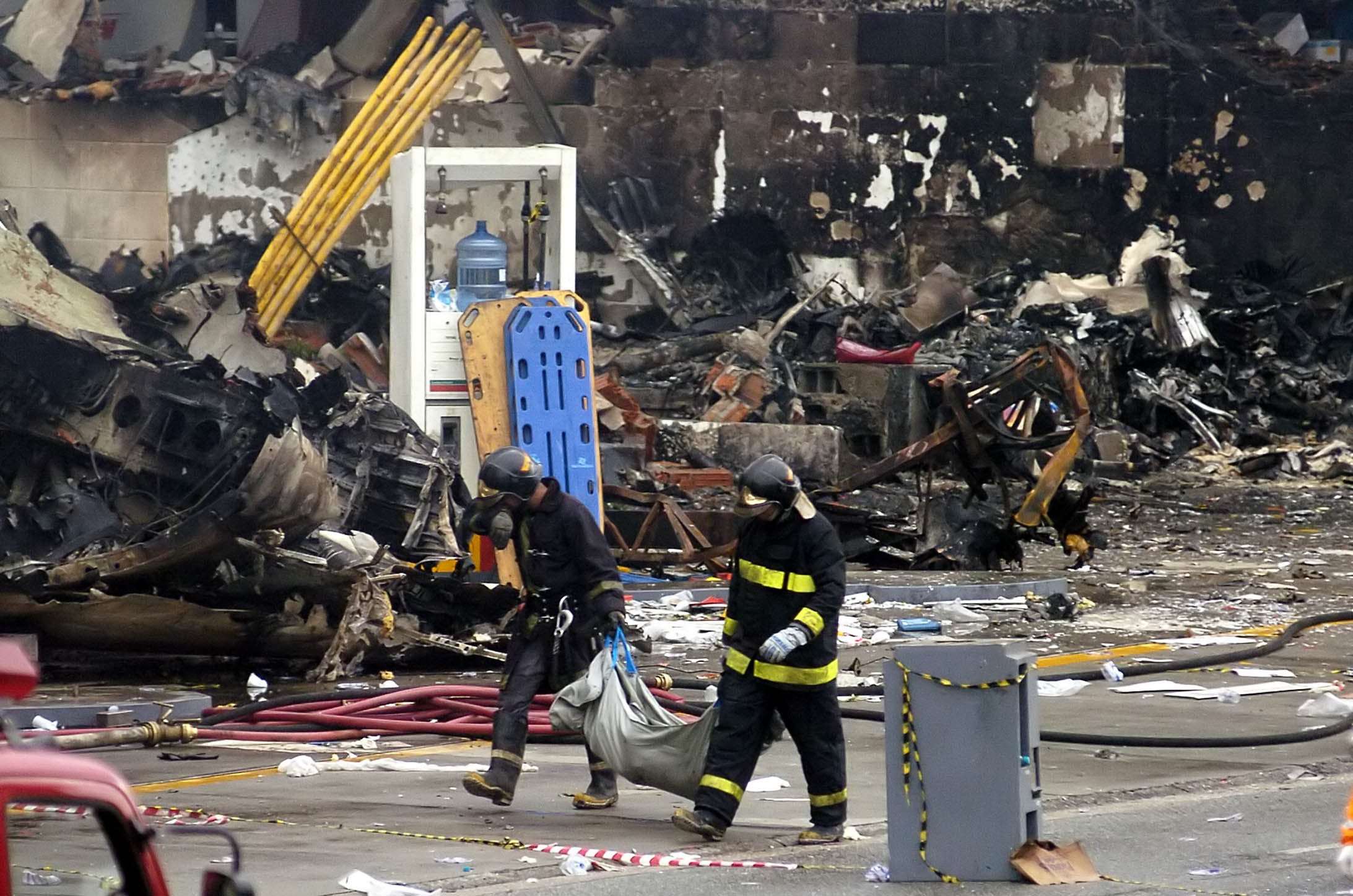
CBM del estado de São Paulo.

Con la Proclamación de la República, los Estados que poseían mejores condiciones financieras pasaron a constituir sus propios Cuerpos de Bomberos. Al contrario del Cuerpo de Bomberos de la Capital Federal, que desde el inicio fuera concebido con completa autonomía, esas organizaciones fueron creadas dentro de la estructura de las Fuerzas Armadas de los Estados, antigua denominación de las actuales Policías Militares.
En 1915 la legislación federal pasó a permitir que las fuerzas militarizadas de los Estados fuesen incorporadas al Ejército Brasileño, en caso de movilización nacional. En 1917 la Brigada Policial y el Cuerpo de Bomberos de la Capital Federal se hicieron oficialmente Reservas del Ejército; condición esa a continuación extendida a los Estados. En ese periodo los Cuerpos de Bomberos, como integrantes de las Fuerzas Militares de los Estados, participaron de los principales conflictos armados que alcanzaron el país.
Esa condición fue alterada después de las Revoluciones de 1930 y de 1932; siendo impuesto por el Gobierno Federal la desmilitarización de los CBMs en 1934. Eso tenía el objetivo de disminuir el poder de las Fuerzas Militares de los Estados, las cuales amenazaban el equilibrio del poder en el país. Con el final de la Segunda Guerra Mundial, y la consecuente caída del Estado Nuevo, las fuerzas estatales volvieron al completo control de los Estados; pasándose a permitir la militarización de los CBMs, desde que estos fueran reincorporados a las Policías Militares.
En 1967 fue creada la Inspectoría General de las Policías Militares (en portugués: Inspetoria Geral das Polícias Militares - IGPM), subordinada al entonces Ministerio de la Guerra; la cual pasó a gestionar diversos cambios en las estructuras de las policías militares (y así pues en los Cuerpos de Bomberos), insertando estandarizaciones.
Con el fin del Gobierno Militar y la institución de una nueva Constitución en 1988, los Estados pasaron a disponer de autonomía para administrar sus fuerzas de seguridad de la manera que mejor les conviniera. La mayoría optó por desvincular los Cuerpos de Bomberos de las Policías Militares. El término "Militar" fue insertado en los años 1990 para diferenciar los Cuerpos de Bomberos Militares de las organizaciones de bomberos civiles y voluntarios.

## Teléfono de emergencia
En todo el Brasil el número del teléfono de emergencia es único y gratuito. 
Para solicitar los Cuerpos de Bomberos basta llamar uno, nueve, tres.

## Cinturón gimnástico
El cinturón gimnástico es una de las piezas más tradicionales de los uniformes de los Cuerpos de Bomberos Militares; lo cual se utiliza con pocos cambios, desde 1887. Al principio era un cinturón reforzado, de algodón y cuero, para servir como equipo de seguridad; actualmente se utiliza solo para mantener la tradición y caracterizar el uniforme de bombero.
Sólo hay dos tipos de cinturones:
- De Oficial:

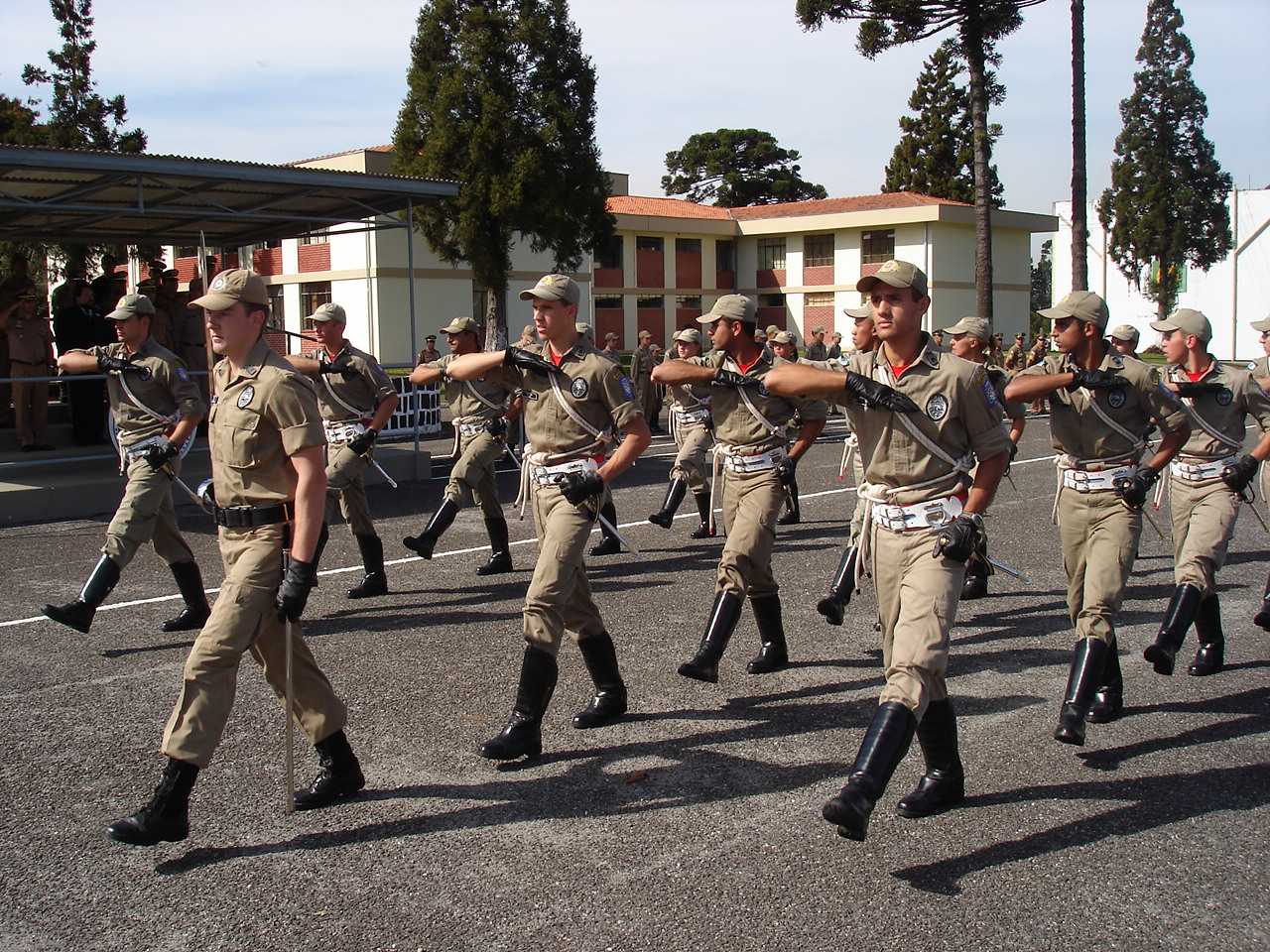
Cadetes con cinturón gimnástico.

El cinturón tiene una franja horizontal azul, con hebillas de metal plata. En los años 1960 las piezas de cuero fueron pintados de blanco.
- De Sargento, Cabo y Soldado:

El cinturón es de color rojo, con hebillas de metal dorado.

## Inspectoría General

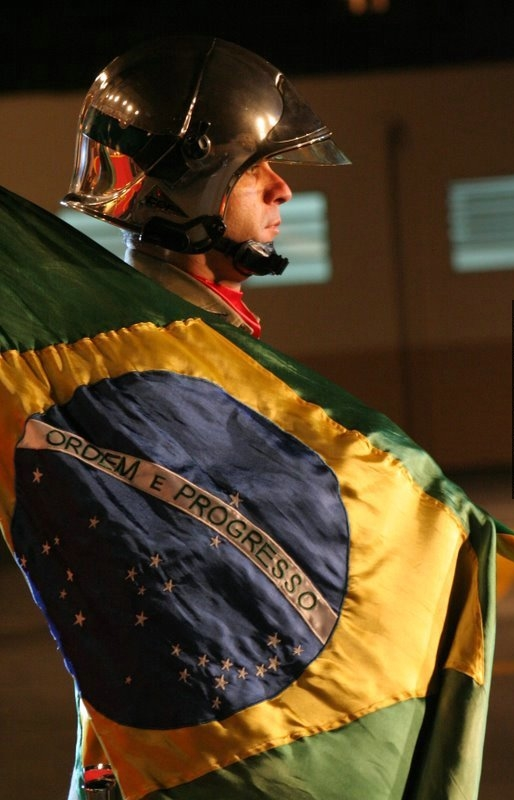
Bombero abanderado.

La Inspectoría General de las Policías Militares (en portugués: Inspetoria Geral das Policías Militares - IGPM) es un órgano de mando del Ejército Brasileño, responsable de la coordinación y supervisión de las policías y los bomberos militares de los Estados.

Su misión es: 
- El establecimiento de principios, directrices y normas para la aplicación eficaz de control y coordinación de las policías militares bajo el mando del ejército, a través de sus comandos militares regionales, regiones, y otros mandos militares más importantes;
- El control de la organización, legislación, efectivo y equipamiento de las policías militares, tales como:

Armas, municiones, equipos de comunicaciones, productos químicos, equipamientos individuales y colectivos, vehículos, aeronaves y embarcaciones;
- Estudios en colaboración con la justicia y las garantías de las policías militares, y el establecimiento de la movilización militar;
- Coordinar y supervisar el cumplimiento de la legislación federal y estatal;
- Llevar a cabo inspecciones regulares.